# اس‌اس مانتیکاس
اس‌اس مانتیکاس (به انگلیسی: SS Manticos) یک کشتی بود که طول آن ۳۱۵ فوت ۵ اینچ (۹۶٫۱۴ متر) بود. این کشتی در سال ۱۹۴۴ ساخته شد.